# Rodrigo Cubilla
Rodrigo Cubilla (Montevideo, Uruguay, 14 de junio de 1986) es un futbolista uruguayo. Juega de delantero y su equipo actual es el Deportivo Petapa de la Liga Nacional de Guatemala. Es nieto del exfutbolista uruguayo Luis Cubilla.

## Trayectoria
Su primer club fue el Club Peñarol, donde debutó realizó las divisionales formativas. En su país también jugó por Central Español y Durazno. Mientras que en el exterior jugó en el Deportivo Petapa, Peñarol La Mesilla y Mixco, todos ellos de Guatemala.
Actualmente juega para el tercer club más grande de Guatemala, Aurora FC (actualmente en la división de ascenso).

## Clubes
| Club                     | País      | Año       |
| ------------------------ | --------- | --------- |
| Peñarol                  | Uruguay   | 2006-2007 |
| Central Español (Cedido) | Uruguay   | 2008      |
| Durazno                  | Uruguay   | 2008-2009 |
| Peñarol La Mesilla       | Guatemala | 2009      |
| Antigua GFC              | Guatemala | 2010      |
| Deportivo Petapa         | Guatemala | 2011      |
| Patriotas F.C.           | Colombia  | 2012      |
| Cobán Imperial           | Guatemala | 2013      |
| Deportivo San Pedro      | Guatemala | 2014      |
| Aurora F.C.              | Guatemala | 2014      |